# Sesiosa
Sesiosa – rodzaj chrząszczy z rodziny kózkowatych i podrodziny zgrzypikowych. 

## Zasięg występowania
Przedstawiciele tego rodzaju występują w Azji Południowo-Wschodniej.

## Systematyka
Do Sesiosa należą 2 gatunki:
- Sesiosa laosensis
- Sesiosa subfasciata